# Виняево

Одни из улиц, февраль 2012

Виня́ево — село в Арзамасском районе Нижегородской области России. Входит в состав Слизневского сельсовета. 
Располагается в 22 км от Арзамаса рядом с селом Ветошкино. 
Впервые село упоминается в Арзамасских Поместных актах в 1586 г. Название происходит от имени собственного. Виняй Михайлов сын Щукин, боярский сын, был одним из первых владельцев села. 
После Смутного времени село перешло во владение бояр Черкасских, и оставалось в их поместье до середины XVIII века. В 1774 г. владельцем села стала графиня Варвара Петровна Разумовская. Перед отменой крепостного права село принадлежало Алябьевым.  
Жители села славились гончарным промыслом, особенно изготовлением игрушек-свистулек. 
В Виняеве две православные церкви: действующая — Успения Пресвятой Богородицы (построена в 1813 году) и недействующая церковь Вознесения Господня (1833 года постройки). Церкви строились за счет прихожан. В состав церковного причта входили священник, дьячок и пономарь (позднее только священник и псаломщик). Последним священником стал Востоков Алексей Васильевич, расстрелянный в 1937 г.
В 1929 г. в Виняеве был организован колхоз "Отбой", вошедший в 1950 г. в состав укрупненного колхоза "Красный пахарь" (вместе с д. Ветошкино и д. Булдаково). Первым председателем объединенного колхоза стал Вершинин Н. И. (1950-1960 гг.). В 1965 г. председателем колхоза стал уроженец с. Виняево Варганов Иван Сергеевич. При его руководстве колхоз стал одним из наиболее успешных в районе, не раз заносился на Доски Почета. Многие колхозники были отмечены высокими наградами: Орденом Ленина был награжден председатель Варганов И. С., а доярка Щетинина А. А. награждена Орденом Ленина и Орденом Октябрьской революции. 
В годы Великой Отечественной войны более 100 жителей села не вернулось с полей сражений. В память о них в центре села установлен памятник.
В селе две улицы: Варганова (бывшая Центральная, переименована в честь председателя колхоза Варганова И. С.) и Трудовая.

## Население
| 1999 | 2002 | 2010 |
| ---- | ---- | ---- |
| 482  | ↘425 | ↘341 |